# Campeonato de fútbol del Báltico
El Campeonato de fútbol del Báltico (en alemán: Baltische Fußball Meisterschaft) fue el torneo de fútbol más importante de las provincias del reino de Prusia en Alemania desde 1908 hasta 1933.

## Historia
El campeonato fue creado en 1908 y en él participaban los equipos del noroeste del Imperio alemán, principalmente los equipos de Prusia Oriental, Prusia Occidental y Pomerania. Después de que el imperio fuera derrotado en 1918 y pasara a ser república, los reinos y principados pasaron a ser estados, siendo este remplazado por el Estado Libre de Prussia, pero sus provincias no fueron afectadas.
En 1907 había sido creada la Asociación de Fútbol del Báltico, la cual fue disuelta en 1910 para dividirse en dos entidades separadas, una por los equipos de Pomerania y la otra por los equipos de Prusia. Las primeras ediciones del campeonato se jugaban bajo una división de tres grupos según provincias, en cada una salía un campeón jugando un triangular para definir al campeón que representaría a la región en el Campeonato Alemán de fútbol.
Con el paso del tiempo había más divisiones dentro de la zona, pasando a dividirse en 7 regiones, a las cuales se añadió el este de Pomerania en 1912, y al año siguiente pasó a ser el campeonato de 10 equipos con la inclusión de dos regiones más. En 1914 la liga pasó a ser de solo tres equipos el año previo a la Primera Guerra Mundial, con el caso de que ningún equipo campeón de la región llegó a ganar tan siquiera un partido en el Campeonato Alemán de fútbol.
La liga estuvo inactiva cinco años a causa de la guerra, ya que la región estaba ocupada por el Imperio ruso siendo sede de la Batalla de Tannenberg y la primera batalla de los Lagos Masurianos, por lo que el Campeonato de fútbol del Báltico se reanudó hasta 1920.
El torneo fue reanudado con la diferencia de la ausencia de la mayoría de los equipos de Prusia Occidental, región que al finalizar la Primera Guerra Mundial fue anexada a Polonia en su mayoría, aunque permaneció el formato de tres equipos con la inclusión del campeón de Danzig. En 1925 se incrementó la cantidad de clasificados al Campeonato Alemán de fútbol después de que también el subcampeón regional se clasificara.
En las siguientes dos ediciones aumentó la cantidad de participantes en el campeonato a seis, incluyendo a los subcampeones por región, jugando un formato de liga. En 1928 y 1929 el campeonato bajó los equipos a cinco, y en 1930 bajó a cuatro después de que el resto de los equipos de Prusia Occidental abandonaran la liga para unirse a la liga de Brandenburgo, manteniéndose este formato hasta 1933.
En 1933 el campeonato desaparece tras la ocupación nazi en Alemania, siendo éste reemplazado por las Gauliga Ostpreußen y Gauliga Pommern.
Tras terminar la Segunda Guerra Mundial los territorios del Báltico fueron anexados a Polonia excepto la Línea Óder-Neisse, la mitad de la parte norte de Prusia Oriental pasó a control de la Unión Soviética y la mayoría des los equipos alemanes de la región fueron disueltos excepto algunos pocos que entraron al sistema de competición de Polonia.

## Lista de Campeones
| Año  | Campeón                    | Finalista             | Resultado  |
| 1908 | VfB Königsberg             | BuEV Danzig           | 11–0       |
| 1909 | VfB Königsberg             | BuEV Danzig           | 1–0        |
| 1910 | Prussia Samland Königsberg | BuEV Danzig           | 2–1        |
| 1911 | SC Lituania Tilsit         | SV Ostmark Danzig     | 4–2        |
| 1912 | BuEV Danzig                | VfB Königsberg        | 3–2        |
| 1913 | Prussia Samland Königsberg | BuEV Danzig           | 7–1        |
| 1914 | Prussia Samland Königsberg | Stettiner FC Titania  | N/A        |
| 1915 | No se jugó                 | No se jugó            | No se jugó |
| 1916 | No se jugó                 | No se jugó            | No se jugó |
| 1917 | No se jugó                 | No se jugó            | No se jugó |
| 1918 | No se jugó                 | No se jugó            | No se jugó |
| 1919 | No se jugó                 | No se jugó            | No se jugó |
| 1920 | Stettiner FC Titania       | VfL Danzig            | N/A        |
| 1921 | VfB Königsberg             | Stettiner SC          | N/A        |
| 1922 | VfB Königsberg             | Stettiner FC Titania  | N/A        |
| 1923 | VfB Königsberg             | Stettiner SC          | N/A        |
| 1924 | VfB Königsberg             | Stettiner SC          | N/A        |
| 1925 | VfB Königsberg             | Stettiner FC Titania  | N/A        |
| 1926 | VfB Königsberg             | Stettiner SC          | N/A        |
| 1927 | Stettiner FC Titania       | VfB Königsberg        | N/A        |
| 1928 | VfB Königsberg             | SC Preußen Stettin    | N/A        |
| 1929 | VfB Königsberg             | Stettiner FC Titania  | 9–1        |
| 1930 | VfB Königsberg             | VfB Stettin           | 4–0        |
| 1931 | Prussia Samland Königsberg | VfB Königsberg        | N/A        |
| 1932 | Hindenburg Allenstein      | Viktoria Stolp        | N/A        |
| 1933 | Prussia Samland Königsberg | Hindenburg Allenstein | N/A        |

## Títulos por equipo
| Club                          | Títulos | Años                                                             |
| ----------------------------- | ------- | ---------------------------------------------------------------- |
| VfB Königsberg                | 11      | 1908, 1909, 1921, 1922, 1923, 1924, 1925, 1926, 1928, 1929, 1930 |
| SV Prussia-Samland Königsberg | 5       | 1910, 1913, 1914, 1931, 1933                                     |
| Stettiner FC Titania          | 2       | 1920, 1927                                                       |
| SC Lituania Tilsit            | 1       | 1911                                                             |
| BuEV Danzig                   | 1       | 1912                                                             |
| SV Hindenburg Allenstein      | 1       | 1932                                                             |

## Galería

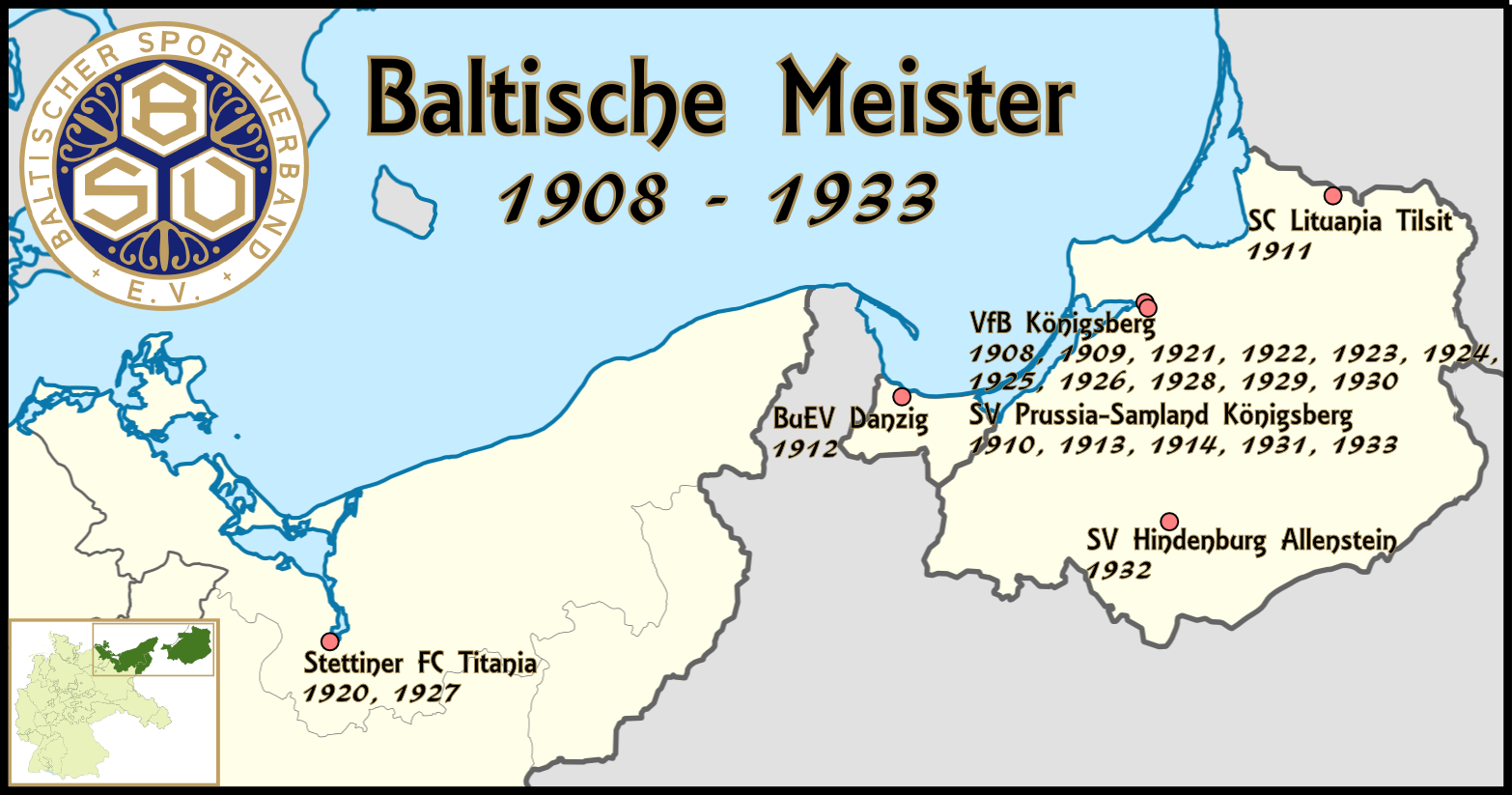
Ganadores del Campeonato del Báltico